# Los Sírex
Los Sírex es un grupo español de rock surgido en Barcelona (España) en 1959. Inicialmente estuvo formado por tres músicos: Guillermo Rodríguez Holgado, Antonio Miers y Manuel Madruga (Manolo), luego se incorporó brevemente el vocalista Santi Carulla en 1960, posteriormente cantante de Los Mustang, al que pronto sustituiría como voz de Los Sírex Antoni Miquel Cerveró "Leslie".
Así, la formación clásica de Los Sírex fue definitivamente la compuesta a finales de 1960 por Antoni Miquel Cerveró "Leslie" ("Leslie" o "L'Anxoveta") (n. Barcelona, 1944), como vocalista, Rafael Carrasco (Barcelona, 1945-1985) estuvo desde 1960 hasta 1964 ,Lluís Gomis de Prunera (Barcelona, 1944 - La Pobla de Montornés, 2012) a la batería desde 1964, Josep Fontseré Portolés (Barcelona, n. 1945) en la guitarra rítmica, Guillermo Rodríguez Holgado (n. Zaragoza, 1944) en el bajo y Manuel Madruga Quebradas (n. Plasencia, 1942 - Alemania, 2012), alias "Manolo Madruga", en la guitarra solista, hasta que en 1978 se fue a vivir a Alemania y fue sustituido por Juan José Calvo Sánchez (n. Barcelona, 1947). Alcanzaron un notable éxito entre 1964 y 1968, colocando varios de sus singles y EP en los primeros puestos de las listas nacionales. Su primera etapa concluyó con su disolución a principios de los 70.
En 1977 volvieron a reunirse y desde entonces se han mantenido en activo (aunque con menor intensidad a partir de la década de los 90). A día de hoy son considerados una de las grandes bandas históricas del rock español.

## Biografía
El inicio de la formación comenzó en junio de 1959 en Barcelona, cuando tres amigos y vecinos de la zona de Gran Vía (Guillermo Rodríguez Holgado, Antonio Miers y Manolo Madruga) decidieron empezar a tocar bajo el influjo de la música de Elvis Presley. Para completar su aprendizaje, se acercaban al SEU de la calle Canuda o al teatro CAPSA de la calle Aragón, donde actuaban grupos como Blue Star, Estrellas Fugaces o Los Cocodrilos. 
En 1960, Santi Carulla (posteriormente cantante de Los Mustang y compañero de colegio de Guillermo) se unió a la formación. La primera actuación de Los Sírex fue en la Peña barcelonista de la calle Caspe. A ellos le seguirían conciertos en el "Tropical" de Castelldefels. Este concierto provoca que Santi Carulla se separe de sus compañeros por la presión de su padre. En su lugar entraría en el grupo como nuevo cantante Antonio Miquel, alias "Leslie", (el "Anxoveta") y que actuaba en Los Meteors. También entraría Luis Gomis, que tocaba en un conjunto instrumental Los Wildes. Más adelante se completará el grupo con el fichaje de Pepe Fontseré con la guitarra rítmica.
Los Sírex se identificaron por practicar un rock'n'roll puro y con letras más atrevidas (lo que les trajo problemas con la censura). El grupo empezó a obtener popularidad, actuando sobre todo, en el local El Pinar en el Poble Sec, conocido barrio de Barcelona. 
Pero el grupo tenía que dar un paso hacia adelante ya que tenía que encontrar una discográfica que confiara en ellos. Los Sírex acudieron a un estudio tras otro para hacer pruebas. No sería hasta 1963 cuando la discográfica Vergara les propuso un contrato para grabar un disco. En este larga duración de 45rpm tuvo cuatro canciones, donde figuraban, entre otras, Muchacha bonita. Este primer disco tuvo un éxito aceptable vendiendo un millar de copias. Para su segundo disco incluyeron el tema San Carlos Club, en homenaje al local de la calle Mayor de Gracia donde estuvieron actuando en 1963. Por aquel entonces, Los Sírex empezaron a ser invitados en programas de TVE e, incluso actuaron en un par de películas: Noches del Universo y Superespectáculos del mundo, dirigidas por Miguel Iglesias Bonns.
Pero su ascensión definitiva llegaría a causa de una serie de casualidades. El gran capo de la editorial musical Canciones del Mundo, Manuel Salinger, les presentó un tema inédito de un tal Laredo llamado La escoba. El grupo, aunque no les gustó la canción, aceptó arreglarla. Así, sin creer mucho en el tema, lo incluyeron en el cuarto EP. Súbitamente, La escoba empezó a sonar en todas las radios españolas en las Navidades de 1965 y se multiplicaron las actuaciones del grupo en toda España.
Pero sin duda, Los Sírex serían conocidos en toda España además por ser los teloneros del 2º concierto de The Beatles en España el 3 de julio de 1965. El grupo barcelonés actuó en aquel concierto en la la Monumental de Barcelona. Los Sírex el día de su actuación con los Beatles no se quedaron a ver la actuación completa de los ingleses, porque habían adquirido el compromiso de estar una hora más tarde en un concierto de Cornellá.
Entre 1968 y 1971 (y de la ayuda de su representante José María Lasso de la Vega) iniciaron una gira por Latinoamérica. En 1971, Los Sírex deciden separarse. Una separación que duraría cinco años. El 2 de julio de 1977, volvieron a unirse a raíz de un festival que organizó Gay Mercader. Desde entonces, la carrera discográfica se reinició dando lugar a siete elepés más.

## Discografía
LP
- Los Sírex (1965)
- Sirex (1978)
- Ni más ni menos (1980)
- 21 Años de Sirex (1981)
- A tu aire (1982)
- Madrid, Madrid (1984)
- Nueve de cada diez estrellas bailan rock (1994)
- Todos sus EP en Discos Vergara (2002)
- Todos sus Singles en Vergara y Ariola (2002)

EP (Selección)
- Muchacha Bonita / Da Doo Ron Ron / Si de mí te Alejas / Twist and Shout (1964)
- Los Sírex Interpretan sus Propias Canciones (1964)
- La Escoba / ¡Qué Haces Aquí! / El Tren de la Costa / Cantemos (1965)
- Que se Mueran los Feos / Has de Ser mi Mujer / Culpable / El Tranvía (1965)
- Lo Sabes / Siempre te Retrasas / Cuanto más Lejos Estoy / Todas las Mañanas (1966)

## Libros
- Los Sírex: 50 años de historia que ni La Escoba ha podido barrer. De Javier de Castro y Àlex Oró (MILENIO, ISBN 978-84-9743-305-1)

## Curiosidades
- El nombre del grupo fue propuesto por el bajista Guillermo Rodríguez, que trabajaba en la fábrica de gafas de su padre, y a quien gustó la palabra sirex, que nombra un hilo de ajuste de los cristales a la montura.[7]